# محمدحسین خسروپناه
محمدحسین خسروپناه (متولد ۱۳۴۲ در کرمانشاه) نویسنده و تاریخ‌نگار ایرانی است. او دانش‌آموخته رشته علوم سیاسی است و در زمینهٔ تاریخ احزاب سیاسی و جنبش زنان در ایران پژوهش می‌کند.

## آثار

### کتاب
| نام کتاب | محل نشر | ناشر                     | سال نشر |
| --- | ------- | ------------------------ | ------- |
| سازمان افسران حزب توده ایران (۱۳۲۳–۱۳۳۳)                                                                                  | تهران   | شیرازه                   | ۱۳۸۷    |
| تجربه‌ای از همگرایی زنان آسیایی:کنگره نسوان شرق                                                                            | تهران   | انجمن زنان پژوهشگر تاریخ | ۱۳۸۵    |
| سازمان افسران حزب توده ایران از درون و دربارهٔ سازمان درجه داران حزب توده ایران                                            | تهران   | پیام امروز               | ۱۳۸۳    |
| فرقه عدالت ایران از جنوب قفقاز تا شمال خراسان ۱۹۲۰–۱۹۱۷ + الیور باست                                                      | تهران   | شیرازه، پردیس دانش       | ۱۳۸۸    |
| نقش ارامنه در سوسیال دموکراسی ایران (۱۹۰۵–۱۹۱۱) + خسرو شاکری، آرشاویر چلنگریان، تیگران درویش، (به کوشش محمدحسین خسروپناه) | تهران   | شیرازه، پردیس دانش       | ۱۳۸۸    |
| هدف‌ها و مبارزه زن ایرانی از انقلاب مشروطه تا سلطنت پهلوی                                                                  | تهران   | پیام امروز               | ۱۳۸۱    |
| سید محمد باقر امامی و کروژوک‌های مارکسیستی او                                                                              | تهران   | شیرازه، پردیس دانش       | ۱۳۹۳    |
| گریگور یقیکیان، گرایشی در سوسیال دموکراسی ایران ۱۳۲۷–۱۲۸۹                                                                 | تهران   | شیرازه                   | ۱۳۹۵    |
| از سازمان انقلابی تا انقلاب: خاطرات سیامک لطف الهی، ۲جلد + (به کوشش محمدحسین خسروپناه)                                    | تهران   | خجسته                    | ۱۳۹۴    |
| شب‌های نویسندگان و شاعران ایران (انستیتو گوته ـ تهران ۲۷–۱۸ مهر ۱۳۵۶)                                                      | تهران   | پیام امروز               | ۱۳۹۶    |
| جمعیت فرهنگ رشت ۱۳۱۰–۱۲۹۶ شمسی                                                                                            | تهران   | شیرازه                   | ۱۳۹۶    |
| اصلاح یا انقلاب: دعوت از خودکامه برای پذیرش حقوق سیاسی مردم ایران ۱۳۵۳–۱۳۵۷                                               | تهران   | پیام امروز               | ۱۳۹۷    |
| جمعیت نسوان وطنخواه ایران ۱۳۰۱–۱۳۱۴                                                                                       | تهران   | خجسته                    | ۱۳۹۷    |
| آنچه برمن گذشت: خاطرات عارف (علی) پاینده، (به کوشش محمدحسین خسروپناه)                                                     | تهران   | اختران                   | ۱۳۹۹    |
| خداپرستان سوسیالیست: از محفل‌ها تا جمعیت آزادی مردم ایران ۱۳۳۲–۱۳۲۳                                                        | تهران   | پیام امروز               | ۱۴۰۰    |
| فرقه کمونیست ایران و سیدضیاءالدین طباطبایی ۱۳۰۲–۱۲۹۹                                                                      | تهران   | شیرازه کتاب ما           | ۱۴۰۱    |

### منتشر نشده
- تاریخچه فرقه اجتماعیون عامیون ایران
- «از زندگی وآثار صدیقه دولت‌آبادی»

### مقالات
- «حزب توده ایران و تحولات کردستان ۱۳۲۰–۱۳۲۵» فصلنامه گفتگو، شماره ۵۳، مردادماه ۱۳۸۸
- «از پیشه‌وری ما تا پیشه‌وری دیگران» فصلنامه گفتگو شماره ۴۸، اردیبهشت‌ماه ۱۳۸۶
- «قیام افسران خراسان؛ بازنگری یک واقعه»، فصلنامه نگاه نو، شماره ۳۲، بهار ۱۳۷۶
- «صدیقه دولت‌آبادی، زبان گویای زنان»، فصلنامه گفتگو شماره ۳۸، آذرماه ۱۳۸۲
- «کارنامه و روزگار ایرانیان مهاجر در قفقاز ۱۹۰۰–۱۹۲۰»، فصلنامه نگاه نو، شماره ۴۳، زمستان ۱۳۷۸
- «نقش ارمنیان در جنبش سوسیال دموکراسی ایران»، فصلنامه زنده رود شماره ۱۷، زمستان ۱۳۷۹
- «حکایت بی بی خانم استرآبادی»، فصلنامه زنده رود شماره ۱۹–۱۸، بهار و تابستان ۱۳۸۰
- «مبرالممالک هرندی و رویارویی سنت و مدرنیته در ایران» فصلنامه گفتگو شماره ۲۲، زمستان ۱۳۷۷
- «کارنامه وزمانه حاج میرزاآقاسی» فصلنامه گفتگو شماره ۲۵، پائیز ۱۳۷۸
- «گریگوریقیکیان در فراز و نشیب سیاست ایران» فصلنامه گفتگو شماره ۳۴، مهرماه ۱۳۸۱
- «به یاد تاج اصفهانی و نامه ۵۴ ساله»، فصلنامه زنده رود شماره۲۰–۲۱، پائیز و زمستان ۱۳۸۰
- «سرگذشت گریز ناپذیر اتحادیه مستقل کارگران اصفهان ۱۳۲۱–۱۳۲۳» فصلنامه گفتگو شماره ۴۳، مهرماه ۱۳۸۴
- «روزنامه ایران کبیر»، فصلنامه پیمان شماره ۲۳، بهار۱۳۸۲
- «حزب داشناک وانقلاب مشروطه» فصلنامه پیمان شماره ۳۶، تابستان ۱۳۸۵
- «نقش اندیشمندان ارمنی در آشنایی ایرانیان با اندیشه مدرن»، فصلنامه پیمان، شماره ۳۰ زمستان ۱۳۸۴
- «مرتضی کیوان: زنده جاودان»، فصلنامه نگاه نو، شماره ۴۹، مرداد ۱۳۸۰
- «بیژن جزنی: زندگی و فعالیت‌های او»، فصلنامه نگاه نو، شماره ۵۵، بهمن ۱۳۸۱
- «سقوط اصفهان»، فصلنامه زنده رود، شماره۲۷، تابستان ۱۳۸۲
- «اسم مستعار و بی‌نام نوشتن در مطبوعات چپ‌گرای ایران ۱۲۸۵–۱۳۳۲»، فصلنامه زنده رود، شماره ۳۰–۳۱، بهار و تابستان ۱۳۸۳
- «دنیای تاریک بزرگترها [بررسی زندگی و فعالیت‌های صمد بهرنگی]»، فصلنامه زنده رود، شماره ۴۱–۴۲، زمستان ۱۳۸۵ و بهار ۱۳۸۶
- «کانون نویسندگان ایران ۱۳۴۷–۱۳۴۹»، فصلنامه زنده رود»، شماره ۴۳–۴۵، تابستان-زمستان ۱۳۸۶
- «کروژوک‌های مارکسیستی»، فصلنامه نگاه نو، شماره ۶۸، بهمن ۱۳۸۴
- «از فرمان مظفرالدین شاه تا فرمان مشروطیت»، فصلنامه نگاه نو، ویژه نامه ۱، مرداد ۱۳۸۵
- «خاطرات فراموش شده»، فصلنامه نگاه نو، شماره ۸۱، بهار ۱۳۸۸
- «ماجرای سیروس نهاوندی و سازمان آزادیبخش خلق‌های ایران»، فصلنامه نگاه نو، شماره ۹۱، پائیز ۱۳۹۰
- «سرآغاز رئالیسم سوسیالیستی در ایران»، فصلنامه زنده رود: شماره ۵۲، پائیز و زمستان ۱۳۹۰
- «در ستایش تاریخ‌نگاری مستقل»، فصلنامه نگاه نو، شماره ۹۴، تابستان ۱۳۹۱
- «۳۰ تیر ۱۳۳۱؛ قیامی خودانگیخته یا سازمان یافته؟»، فصلنامه نگاه نو، شماره ۹۴، تابستان ۱۳۹۱
- «شبهای نویسندگان و شاعران ایران ۱۸–۲۷ مهر ۱۳۵۶» [شب‌های انستیتو گوته]، فصلنامه نگاه نو، شماره ۹۵، پائیز ۱۳۹۱
- «اعتصاب در پالایشگاه نفت کرمانشاه خرداد ۱۳۲۴»، فصلنامهٔ گفتگو، شمارهٔ ۶۱، اسفند ۱۳۹۱
- «جریان‌های ادبی و هنری در سال‌های ۱۳۳۲–۱۳۲۰»، فصلنامهٔ زنده رود، شمارهٔ ۵۸، بهارـ پاییز ۱۳۹۳
- «هرکه پند ناصحان را نشنود…؛ دعوت از دیکتاتور برای پذیرش حقوق سیاسی مردم»، فصلنامهٔ نگاه نو، شمارهٔ ۱۰۰، زمستان ۱۳۹۲
- «خداپرستان سوسیالیست»، فصلنامهٔ نگاه نو، شمارهٔ ۱۰۹، بهار ۱۳۹۵
- «کتاب و فراموشی»، فصلنامه زنده رود، شمارهٔ ۶۳، پاییز ۱۳۹۵
- «خطر کمونیسم یا جنگ روانی: در آغاز نهضت ملی شدن صنعت نفت (پاییز ۱۳۳۰)»، فصلنامه نگاه نو، شمارهٔ ۱۱۳، بهار ۱۳۹۶
- «دانشگاه کمونیستی کارگران شرق ۱۹۳۸–۱۹۲۱»، فصلنامهٔ نگاه نو، شمارهٔ ۱۱۵، پاییز ۱۳۹۶
- «حزب دموکرات ایران: محافظه کاری در پوشش اصلاح طلبی»، فصلنامه گفتگو، شمارهٔ ۷۸، دی ماه ۱۳۹۷
- «جبهه ملی چهارم و انقلاب (۱۳۵۵–۱۳۵۷)، فصلنامه نگاه نو، شماره ۱۲۰، زمستان ۱۳۹۷
- «سرآغاز حقوق شهروندی در ایران»، فصلنامه نگاه نو، شماره ۱۲۳، پاییز ۱۳۹۸
- «بازتاب‌ها و ارزیابی‌های یک شکست»، فصلنامه گفتگو، شمارهٔ ۸۳، اسفندماه ۱۳۹۸
- «پاورقی‌نویسی در ایران»، فصلنامهٔ فرهنگ‌بان، شمارهٔ ۴، زمستان ۱۳۹۸
- «فرقهٔ کمونیست ایران و کودتای ۱۲۹۹»، فصلنامهٔ نگاه نو، شمارهٔ ۱۲۸، زمستان ۱۳۹۹
- «اعتصاب دانش آموزان دبیرستان‌های تهران: ۲۰ دی ۱۳۳۸»، فصلنامه فرهنگ‌بان، شمارهٔ ۹ و ۱۰، بهار و تابستان ۱۴۰۰
- «رُمان تاریخی، پاورقی تاریخی و تاریخ»، فصلنامه گفتگو، شمارهٔ ۸۹، شهریور ۱۴۰۰
- «از سرودخوان انقلاب تا مرثیه‌خوان شکست»، فصلنامه زنده رود، شمارهٔ ۷۲، پاییز ۱۴۰۰
- «حکایت چلنگر: فکاهی نویسی سیاسی»، فصلنامه نگاه نو، شمارهٔ ۱۳۲، زمستان ۱۴۰۰
- «رنج و رزم کارگران کوره پزخانه های تهران 1338-1324»، فصلنامه نگاه نو، پاییز 1401
- «باقر مومنی و روزگار سپری شده اش»، جهان کتاب، آذر - دی 1402
- «ما یک ملت هستیم»، فصلنامه زنده رود، پاییز - زمستان 1402.